# Avry-devant-Pont
Pour les articles homonymes, voir Avry (homonymie) et Pont (toponyme).
Avry-devant-Pont (Avri-devan-Pon  en patois fribourgeois) est une localité et une ancienne commune suisse du canton de Fribourg, située dans le district de la Gruyère.

## Histoire

Vue aérienne (1964)

Avry-devant-Pont dépendait de la seigneurie de Pont. En 1482, Antoine de Menthon la vendit à Fribourg qui l'érigea en bailliage. Les statuts communaux datent de 1578. En 1177, le pape Alexandre III confirma l'incorporation de l'église d'Avry-devant-Pont à l'hospice du Grand-Saint-Bernard. La paroisse mentionnée en 1228, réunissait Gumefens et Pont-en-Ogoz. Le chapitre de Saint-Nicolas revendiqua le droit de collation en 1522, qu'il obtint en 1603. Les milices révolutionnaires des environs et des Vaudois établirent en 1798 un camp à Avry-devant-Pont, "le poste invincible", avant de marcher sur Fribourg. Au XIXe siècle, la localité fut l'un des centres de la fabrication de chapeaux de paille. Le village est actif dans la culture fourragère ainsi que l'élevage bovin. L'ancienne commune abrite de restoroute de la Gruyère construit en 1982.
Le 1er janvier 2003, Avry-devant-Pont fusionne avec ses voisines de Gumefens et Le Bry pour former la commune de Pont-en-Ogoz.

## Patrimoine bâti
L'église Saint-Martin fut rebâtie en 1833.

## Toponymie
XIIe siècle : Aprilis, Avril

## Démographie
Avry-devant-Pont comptait 264 habitants en 1811, 372 en 1850, 427 en 1900, 302 en 1950, 254 en 1960, 424 en 2000.

## Référence
1. ↑  https://hls-dhs-dss.ch/fr/articles/000892/2016-09-27/